# Peter Knudsen
Peter Nørklit Knudsen (Glostrup, 14 aprile 1973) è un ex calciatore danese, di ruolo centrocampista.

## Caratteristiche tecniche
Tornante sinistro di centrocampo (ala), dedito al sacrificio e alla praticità; utile nel supporto delle manovre da centrocampo, sia in fase di copertura che nel rilancio delle azioni offensive.

## Carriera
Prima di militare per due anni nella "Superligaen" (Superliga, la massima divisione danese) con l'Akademisk Boldklub di Copenaghen, ha giocato nella 1. Division (Serie B della Danimarca). Ha giocato in Serie A con la maglia del Bari dall'estate 1998 a marzo 1999, facendo poi ritorno in patria, sempre nell'AB Copenaghen.